# Raid de Marrakech (1515)
Maroc portugais
Le  Raid de Marrakech  a eu lieu en 1515, lorsque le gouverneur portugais de Safi, Nuno Fernandes de Ataíde, a mené un raid qui a pénétré jusqu'à Marrakech dans l'espoir de forcer son dirigeant Hintata à accepter la suzeraineté portugaise, l'attaque, cependant, a échoué,.
Il est considéré comme l'exploit le plus audacieux de la carrière d'Ataíde.

## Bataille
Les Portugais s'emparent d'Azemmour (Azamor) en 1513 et érigent une nouvelle forteresse à proximité à Mazagan (Magazão, aujourd'hui al-Jadida) en 1514. De Safi et Azemmour, les Portugais ont cultivé l'alliance des tribus locales arabes et berbères clientes de la région environnante, notamment un certain puissant Yahya ibn Tafuft. Les Portugais et leurs alliés envoyèrent des colonnes armées à l'intérieur des terres, subjuguant la région de Doukkala et empiétant bientôt sur Marrakech. Vers 1514, les Portugais et leurs clients sous le commandement de l'almocadém de Safi, David Lopes, avaient atteint la périphérie de Marrakech, quelques supplétifs berbères parvenant à atteindre les murs de la ville, enfoncèrent leurs lances dans les portes et crièrent :

« Vive le Roi Manuel notre seigneur ! »

Nasir ibn Chentaf, le dirigeant Hintata de la ville, a été contraint d'accepter de rendre hommage et de permettre aux Portugais d'ériger une forteresse à Marrakech. Cependant, l'accord n'a pas été exécuté, de sorte que l'année suivante, les Portugais et leurs alliés maures sont revenus à la tête d'une armée puissante, visant à s'emparer directement de Marrakech.
Ataíde a levé une armée d'environ 3 000 hommes composée principalement d'auxiliaires berbères,. Elle comprenait 200 lanciers sous le commandement du gouverneur portugais d'Azamor, Dom Pedro de Sousa, 300 lanciers sous Ataíde, 600 lanciers commandés par le cheikh d'Abida, 800 par le cheikh Cid Meimam de Xerquia et 1 000 par le cheikh de Garabia.
Ses hommes partirent d'Azamor et de Safim le 22 avril. Ils atteignirent les rives du fleuve Tensift deux jours plus tard. Le 24 avril 1515, ils s'engagent dans des combats avec les défenseurs de Marrakech, près des portes de Bab el-Khemis et Bab ad-Debbagh, situées au nord-est côté des murs, le souverain Hintata de Marrakech était soutenu par les Wattasides et les Saadiens.
Ataíde commandait le centre, les cheikhs d'Abida et de Xerquia l'aile gauche portugaise, le cheikh de Garabia à droite. Les combats firent des morts et blessés des deux côtés et a duré quatre heures, après quoi les Portugais se sont retirés pour éviter d'être encerclés. Le retrait a duré encore deux jours, cependant, ce n'était pas pacifique car leurs arrières étaient poursuivis par les Marocains.

## Voir aussi

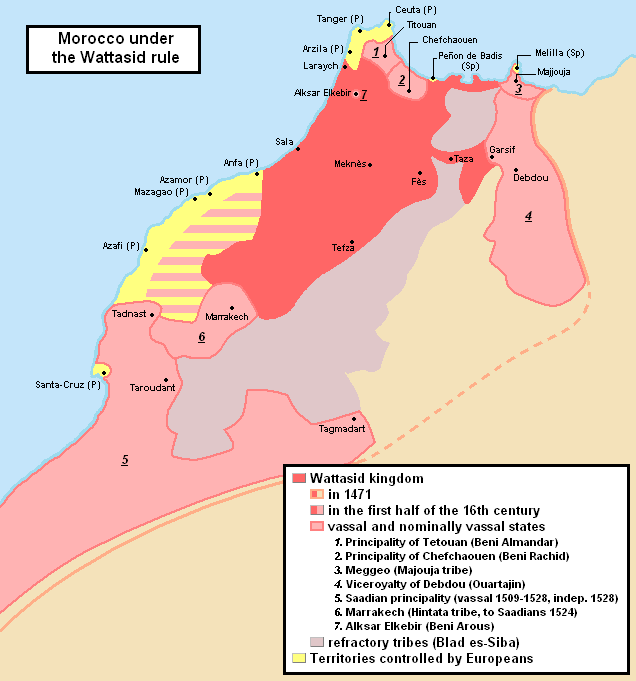
Maroc au début du XVIe siècle.